# Adam Sebastian Helcelet
Adam Sebastian Helcelet (* 27. Oktober 1991 in Turnov, Tschechoslowakei) ist ein ehemaliger tschechischer Leichtathlet, der sich auf den Zehnkampf spezialisiert hatte. Sein größter sportlicher Erfolg stellt der Gewinn der Silbermedaille bei den Europameisterschaften 2016 dar.

## Sportliche Laufbahn
Adam Sebastian Helcelet nimmt seit 2009 an internationalen Meisterschaften teil. So trat er bei den U20-Europameisterschaften im serbischen Novi Sad an und belegte nach 10 Disziplinen am Ende den achten Platz. Ein Jahr später qualifizierte er sich für die U20-Weltmeisterschaften in Moncton in Kanada, musste den Wettkampf allerdings abbrechen.
2011 trat er bei den U23-Europameisterschaften in Ostrava an. Er steigerte seine Punktzahl von den letzten Europameisterschaften um mehr als 600 Punkte, was ihm den vierten Platz einbrachte. Bei den Hallenweltmeisterschaften 2012 in Istanbul trat er erstmals im Erwachsenenbereich bei internationalen Meisterschaften an. Mit 5878 Punkten im Siebenkampf belegte er am Ende den fünften Platz. 2013 erzielte er den vierten Platz bei den Halleneuropameisterschaften, wobei er seine Leistung aus dem letzten Jahr mit mehr als 200 Punkten übertraf. In der Freiluft später im Jahr gewann er mit dem dritten Platz bei den U23-Europameisterschaften erstmals Edelmetall bei internationalen Meisterschaften, mitsamt einer deutlichen Verbesserung der persönlichen Bestleistung auf 8252 Punkte.
Bei den Europameisterschaften 2014 erreichte er mit 7955 Punkten den elften Platz. Ein Jahr später wurde er Fünfter im Siebenkampf bei den Halleneuropameisterschaften und im Sommer erneut Elfter, als er bei den Weltmeisterschaften in Peking antrat. Mit einer ähnlichen Punktzahl wie bei den Weltmeisterschaften wurde er bei den Olympischen Spielen in Rio de Janeiro ein Jahr später mit persönlicher Bestleistung Zwölfter. Einen Monat vor den Spielen startete Helcelet auch bei den Europameisterschaften in Amsterdam. Aufgrund von Problemen an der Achillessehne betrachtete er den Wettkampf anfangs lediglich als Trainingswettkampf in Vorbereitung auf die Olympischen Spiele. Den Wettkampf selbst in Amsterdam beendete er schließlich mit 8157 Punkten als Vizeeuropameister. Im Nachhinein betrachtet Helcelet die Wettkampf als Höhepunkt seiner bisherigen sportlichen Karriere.
2017 gewann er mit den Bronzemedaille von den Halleneuropameisterschaften im Siebenkampf erstmals Edelmetall bei einer internationalen Meisterschaft bei den Erwachsenen. In der Freiluft stellte er 2017 beim Mehrkampfmeeting in Götzis zudem seine aktuelle persönliche Bestleistung von 8335 Punkten im Zehnkampf auf. Mit dieser Punktzahl rückte er auf den fünften Platz der Nationalen Bestenliste vor. Im August kam er bei den Weltmeisterschaften auf 8222 Punkte, womit er den achten Platz belegte. In den zwei folgenden Saisons konnte er aufgrund verschiedener Verletzungen keine Topergebnisse erzielen. Sein größtes sportliches Ziel stellt der Gewinn einer olympischen Medaille dar. 2021 qualifizierte er sich für seine zweite Teilnahme an den Olympischen Sommerspielen. In Tokio absolvierte er den Zehnkampf mit 8004 Punkten und landete damit auf dem 16. Platz.

## Wichtige Wettbewerbe
| Jahr                   | Veranstaltung               | Ort                    | Platz                  | Disziplin              | Punktzahl              |
| Startet für Tschechien | Startet für Tschechien      | Startet für Tschechien | Startet für Tschechien | Startet für Tschechien | Startet für Tschechien |
| ---------------------- | --------------------------- | ---------------------- | ---------------------- | ---------------------- | ---------------------- |
| 2009                   | U20-Europameisterschaften   | Novi Sad               | 8.                     | Zehnkampf              | 7286 Punkte            |
| 2010                   | U20-Weltmeisterschaften     | Moncton                |                        | Zehnkampf              | DNF                    |
| 2011                   | U23-Europameisterschaften   | Ostrava                | 4.                     | Zehnkampf              | 7966 Punkte            |
| 2012                   | Hallenweltmeisterschaften   | Istanbul               | 5.                     | Siebenkampf            | 5878 Punkte            |
| 2013                   | Halleneuropameisterschaften | Göteborg               | 4.                     | Siebenkampf            | 6095 Punkte            |
| 2013                   | U23-Europameisterschaften   | Tampere                | 3.                     | Zehnkampf              | 8252 Punkte            |
| 2014                   | Europameisterschaften       | Zürich                 | 11.                    | Zehnkampf              | 7955 Punkte            |
| 2015                   | Halleneuropameisterschaften | Prag                   | 5.                     | Siebenkampf            | 6031 Punkte            |
| 2015                   | Weltmeisterschaften         | Peking                 | 11.                    | Zehnkampf              | 8234 Punkte            |
| 2016                   | Hallenweltmeisterschaften   | Portland               | 5.                     | Siebenkampf            | 6003 Punkte            |
| 2016                   | Europameisterschaften       | Amsterdam              | 2.                     | Zehnkampf              | 8157 Punkte            |
| 2016                   | Olympische Sommerspiele     | Rio de Janeiro         | 12.                    | Zehnkampf              | 8291 Punkte            |
| 2017                   | Halleneuropameisterschaften | Belgrad                | 3.                     | Siebenkampf            | 6110 Punkte            |
| 2017                   | Weltmeisterschaften         | London                 | 8.                     | Zehnkampf              | 8222 Punkte            |
| 2021                   | Olympische Sommerspiele     | Tokio                  | 16.                    | Zehnkampf              | 8004 Punkte            |

## Persönliche Bestleistungen
- 100 Meter: 10,81 s, 14. Juli 2011, Ostrava
- Weitsprung: 7,48 m, 16. Juni 2012, Vyškov
- Kugelstoßen: 15,55 m, 16. Juni 2018, Kladno
- Hochsprung: 2,07 m, 15. September 2012, Talence
- 400 m: 48,66 s, 28. Mai 2011, Prag
- 110 m Hürden: 14,18 s, 19. Mai 2012, Prag
- Diskuswurf: 50,00 m, 4. April 2017, Potchefstroom
- Stabhochsprung: 5,00 m, 12. Juli 2013, Tampere
- Speerwurf: 71,56 m, 12. August 2017, London
- 1500 m: 4:34,41 min, 18. August 2016, Rio de Janeiro
- Zehnkampf: 8335 Punkte, 28. Mai 2017, Götzis

## Leben
Helcelets Interesse für den Zehnkampf wurde bereits in jungen Jahren geweckt. Damals verfolgte er die Topleistungen seiner Landsleute, zusammen mit seinem Vater, vor dem Fernseher. Bereits ab 1996 nahm er erste Anläufe in der Leichtathlet. Im Alter von 16 Jahren zog er dann nach Prag, wo er bis ins Jahr 2012 unter der Anleitung des dreimaligen Weltmeisters Tomáš Dvořák trainierte.
Der Familie Helcelet wurden in den Städten Brünn und Olmütz Straßennamen gewidmet, weshalb Geschichte eine große Leidenschaft für ihn darstellt. Helcelet studierte Moderne Geschichte und Politik. 2019 brachten er und einige Freunde die Webseite decathlonpedia.com an den Start, die Informationen über die Historie, den Ablauf und den Lifestyle rund um den Zehnkampf bereitstellt. Helcelet war seit dem Jahr 2015 mit der ehemaligen tschechischen Halleneuropameisterin Denisa Rosolová liiert, die er 2019 heiratete. Zusammen sind sie Eltern einer Tochter.